# Laura McAllister
Laura McAllister (nascuda el 10 de desembre de 1964) és una acadèmica gal·lesa, ex futbolista internacional i administradora esportiva sènior. Com a jugadora de la selecció nacional femenina de futbol de Gal·les, McAllister va guanyar 24 partits i va exercir de capitana de l'equip. Actualment, és professora de polítiques públiques i governança de Gal·les al Wales Governance Centre de la Universitat de Cardiff. Abans, havia estat professora de governança a la Universitat de Liverpool. Va ser nomenada comandant de l'Ordre de l'Imperi Britànic en els Birthday Honours de 2016 pels seus serveis a l'esport. Va ser membre de la junta de Stonewall de 2012 a 2015, i actualment és membre de la junta de l'Institut d'Afers de Gal·les. És presidenta del Saló de la Fama de l'Esport de Gal·les i directora no executiva de l'agència de recerca executiva Goodson Thomas. Va ser honrada com una de les 100 dones de la BBC el desembre de 2022.

## Carrera acadèmica
McAllister és una antiga alumna de l'escola Ysgol Glyndwr i Bryntirion Comprehensive School de Bridgend. És llicenciada per la London School of Economics i per la Universitat de Cardiff, on va completar un doctorat en Política. Va ser professora de governança a la Universitat de Liverpool entre 1998 i octubre de 2016. Actualment és professora de governança i polítiques públiques al Centre de Govern de Gal·les de la Universitat de Cardiff. És membre de la Learned Society of Wales i membre de la Royal Society of the Arts.Té títols honorífics i beques de la Universitat de Bangor, la Universitat de Cardiff, la Universitat Metropolitana de Cardiff, la Universitat de Swansea i la Universitat de Trinity St David.

## Carrera esportista
McAllister era una esportista d'atletisme (mitja distància) i jugava a netball i hoquei. No va jugar a futbol de manera oficial fins que es va incorporar al Millwall Lionesses mentre estudiava a la London School of Economics. Al seu retorn a Gal·les, va passar 12 anys al Cardiff City. McAllister va ser capitana del club, va recollir dues medalles com a guanyadora de la Copa Femenina de Gal·les i va guanyar l'ascens a la FA Women's Premier League amb el Cardiff City. És una de les vicepresidentes del club.
El 1992, McAllister va ser una de les tres futbolistes que van pressionar al secretari de la Football Association of Wales (FAW), Alun Evans, per atorgar el reconeixement al futbol femení a Gal·les. Es va formar un equip oficial i va participar al torneig de classificació del Campionat Femení de la UEFA de 1995. McAllister va debutar en el segon partit de Gal·les, amb una derrota per 12-0 davant Alemanya a Bielefeld. Va guanyar un total de 24 partits amb Gal·les i va ser capitana de l'equip en moltes ocasions.

## Governança esportiva
La professora McAllister va ser presidenta del Sport Wales entre 2010 i març de 2016. Com a presidenta va supervisar el període més reeixit de l'esport d'elit a Gal·les, que va guanyar un nombre rècord de medalles als Jocs de la Commonwealth de 2014, als Jocs Olímpics i Paralímpics de Londres de 2012 i als Jocs Olímpics i Paralímpics de Rio de 2016. També va ser membre de la junta de UK Sport entre 2010 i 2016, quan l'equip va batre els seus rècords de medalles. Actualment és directora de la Assocciació Gal·lesa de Futbol. McAllister va ser nominada per l'Associació de Futbol de Gal·les per a les eleccions com a membre femení de la UEFA al Consell de la FIFA, però se li va impedir presentar-se. Actualment és vicepresidenta del Comitè de Futbol Femení de la UEFA (2017–) i presidenta del Saló de la Fama de l'Esport Gal·lès. McAllister es presenta a les eleccions per a la representant femenina de la UEFA al Consell de la FIFA (abril de 2021).

## Política i mitjans de comunicació
McAllister va ser candidata al Parlament de Plaid Cymru el 1987 i el 1992, però va abandonar el partit poc després. Actualment és comentarista política per a la BBC i altres mitjans. Comenta regularment a mitjans internacionals i gal·lesos sobre la política, les eleccions i les polítiques públiques gal·leses. McAllister escriu una columna habitual sobre temes d'actualitat, esport i política al diari Western Mail i a Wales Online .
McAllister va ser l'única dona gal·lesa que es va incloure a la llista de les 100 dones 2022 de la BBC.

## Visita a Qatar
Mentre seguia a Gal·les a la Copa del Món de la FIFA 2022, a McAllister se li va impedir entrar a l'estadi abans del partit inaugural amb un barret que tenia un arc de Sant Martí. Els responsables de la FIFA li van dir que el barret era un "article restringit" i van intentar confiscar-li. Els intents d'impedir a McAllister l'entrada amb el barret es relacionen amb la repressió a Qatar contra tots els articles que representaven la bandera LGTBI.